# Anselmo de Cantuária
Anselmo de Cantuária, conhecido também como Anselmo de Aosta por conta de sua cidade natal e Anselmo de Bec por causa da localização de seu mosteiro, foi um monge beneditino, filósofo e prelado da Igreja que foi arcebispo de Cantuária entre 1093 e 1109. Chamado de fundador do escolasticismo, Anselmo exerceu enorme influência sobre a teologia ocidental e é famoso principalmente por ter criado o argumento ontológico para a existência de Deus e a visão da satisfação sobre a teoria da expiação.
Entrou para a Ordem de São Bento na Abadia de Bec aos vinte e sete anos e tornou-se abade em 1079. Tornou-se arcebispo de Cantuária durante o reinado de Guilherme II da Inglaterra. Foi exilado por duas vezes, entre 1097 e 1100 e novamente entre 1105 e 1107 por Henrique I por causa da controvérsia das investiduras, o mais importante conflito entre a Igreja Católica e os estados medievais durante a Idade Média. Anselmo foi proclamado Doutor da Igreja numa bula papal de Clemente XI em 1720. Ele é venerado como santo e comemorado em 21 de abril.

## Biografia

### Primeiros anos
Anselmo nasceu em Aosta, parte do Reino de Arles, por volta de 1033. Sua família tinha fortes relações com a poderosa Casa de Saboia e era muito rica. Seu pai, Gundulfo, era lombardo de nascimento. Sua mãe, Ermemberga, que foi descrita como prudente e virtuosa, veio duma antiga família burgúndia.
Aos quinze anos, Anselmo desejava entrar para um mosteiro, mas não conseguiu o consentimento do pai e acabou sendo recusado pelo abade. O desapontamento aparentemente provocou-lhe uma doença psicossomática. Depois de se recuperar, Anselmo desistiu de estudar e passou a viver despreocupadamente; neste período, sua mãe morreu. Aos vinte e três, Anselmo saiu de casa, cruzou os Alpes e viajou por toda a Borgonha e a França.
Atraído pela fama de seu conterrâneo Lanfranco (que era o prior da beneditina Abadia de Bec), chegou à Normandia em 1059. No ano seguinte, depois de algum tempo em Avranches, Anselmo finalmente entrou para a abadia como noviço aos vinte e sete. Ao fazê-lo, submeteu-se à "Regra de São Bento", um evento que reformularia todo o seu pensamento na década seguinte.

### Abade de Bec

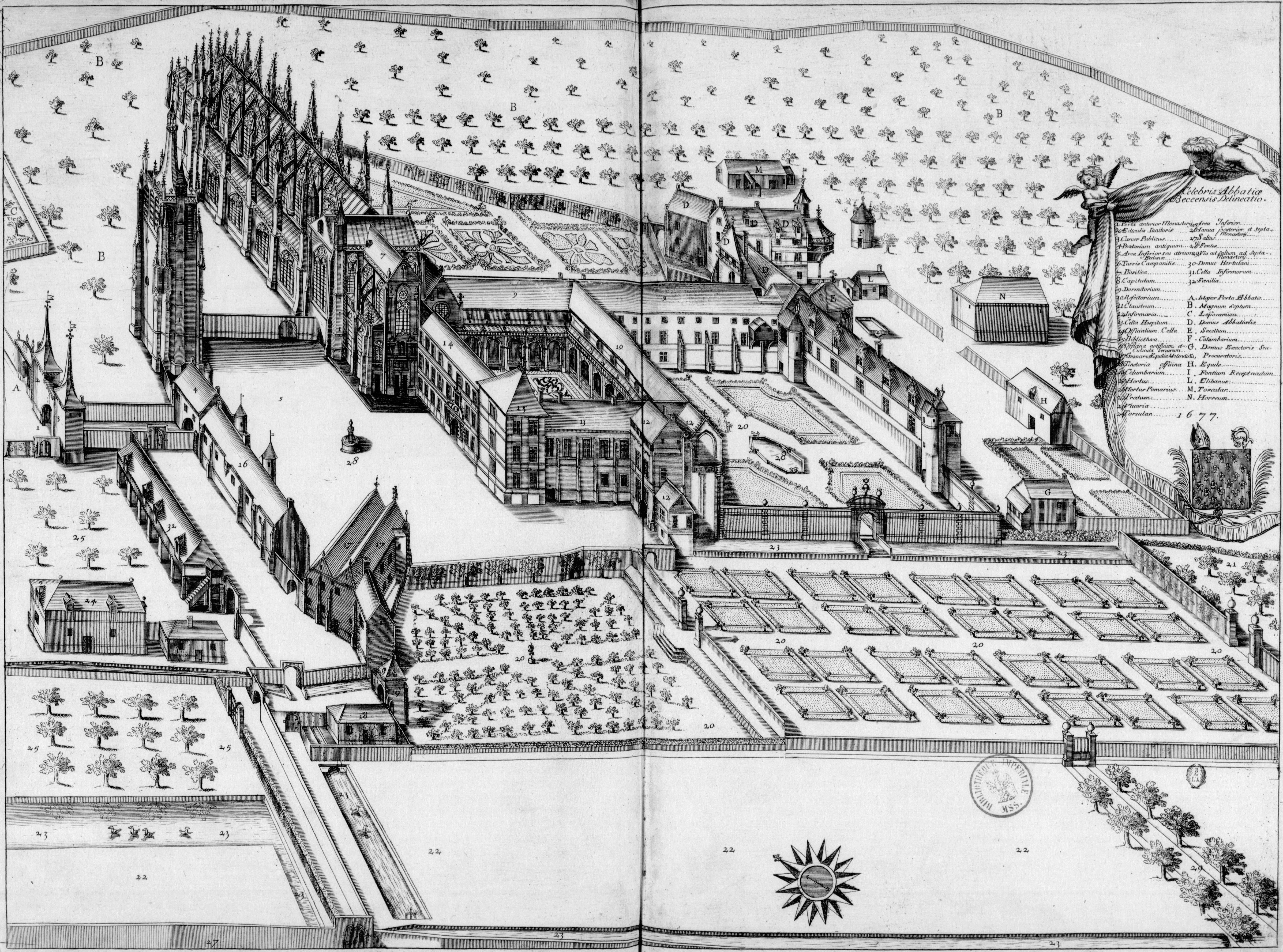
Abadia de Bec, o mosteiro onde Anselmo passou a vida antes de assumir o posto de arcebispo de Cantuária.

Anselmo descrito em seu próprio selo

Em 1063, Lanfranco foi nomeado abade de Caen e Anselmo foi eleito prior em Bec, um cargo que manteve por quinze anos antes de tornar-se abade depois da morte de Herluin, o fundador da abadia, em 1078. Foi consagrado abade em 22 de fevereiro de 1079 pelo bispo de Évreux, o que foi acelerado por que, na época, a Arquidiocese de Ruão (a quem se subordinava Bec) estava vaga. Se Anselmo tivesse que ser consagrado pelo arcebispo de Ruão, teria sido pressionado a jurar obediência, o que comprometeria a independência de Bec.[carece de fontes?]
Sob o comando de Anselmo, Bec tornou-se o principal centro de ensino na Europa, atraindo estudantes de toda a França, Itália e outras regiões. Foi durante esta época que escreveu suas primeiras obras filosóficas, o "Monológio" (1076) e o "Proslógio" (1077–8). A elas se seguiram "Os Diálogos sobre a Verdade", "Livre Arbítrio" e "A Queda do Diabo". Neste período, Anselmo também lutou para manter a independência da abadia tanto dos poderes seculares quanto do arcebispo. Posteriormente, Anselmo teve que lutar ainda contra Roberto de Beaumont, conde (earl) de Leicester.
Anselmo ocasionalmente visitava a Inglaterra para supervisionar as propriedades da abadia lá e também para visitar Lanfranco que, a partir de 1070, havia sido nomeado arcebispo de Cantuária, de quem era considerado o sucessor natural. Com a morte dele em 1089, porém, Guilherme II da Inglaterra tomou as propriedades e as rendas da sé e não nomeou um novo arcebispo. Em 1092, a convite de Hugo de Avranches, 1º conde (earl) de Chester, Anselmo cruzou o Canal da Mancha. Na Inglaterra, permaneceu envolvido em assuntos da abadia por quase quatro meses e então foi proibido de voltar a Bec pelo rei. Guilherme ficou seriamente doente de forma súbita em Alveston no ano seguinte e, movido por um desejo de compensar por seus atos pecaminosos que acreditava serem a causa de sua doença, permitiu que Anselmo fosse nomeado para a sé de Cantuária em 6 de março de 1093.
Nos meses seguintes, Anselmo tentou recusar o posto alegando estar velho e doente. Em 24 de agosto, apresentou a Guilherme as condições nas quais estaria pronto a aceitar o posto. Elas eram parte de uma agenda de reformas gregorianas: Guilherme deveria devolver as terras da sé que havia tomado; deveria aceitar a preeminência dos conselhos espirituais de Anselmo e deveria reconhecer Urbano II como papa (e não Clemente III, o antipapa). As recusas de Anselmo ajudaram a melhorar sua posição na barganha enquanto os termos eram discutidos com o rei, que estava profundamente relutante em aceitar as condições impostas por ele. Guilherme cederia apenas à primeira. Alguns dias depois, Guilherme tentou voltar atrás até mesmo nisso e suspendeu a investidura de Anselmo, mas, pressionado pela população, foi obrigado a seguir adiante com a nomeação. No fim, Anselmo e Guilherme concordaram que a devolução das terras de Cantuária seria a única condição aceita. Finalmente os bispos ingleses colocaram-lhe nas mãos o báculo e o levaram para igreja para ser investido. Anselmo em seguida prestou homenagem a Guilherme e, em 25 de setembro de 1093, recebeu de volta as terras de sua nova sé. Ele foi entronado no mesmo dia depois de receber a dispensa de suas obrigações na Normandia. Por fim, foi consagrado arcebispo de Cantuária em 4 de dezembro.
Tem se discutido sobre se a relutância de Anselmo em assumir a sé teria sido ou não sincera. Estudiosos como Southern defendem que sua preferência teria sido permanecer em Bec. Porém, a relutância em aceitar postos importantes era um costume medieval. Vaughn afirma que Anselmo não poderia ter expressado um desejo pela posição sem correr o risco de ser visto como um carreirista ambicioso. Ela afirma ainda que Anselmo percebeu a situação política e os objetivos de Guilherme e agiu no exato momento que lhe daria a melhor condição de negociar pelos interesses de sua futura sé e do movimento reformista.[carece de fontes?] Por outro lado, a vida de eremita era uma das opções que Anselmo considerou antes de aceitar o conselho do arcebispo de Ruão e entrar para o mosteiro. William Kent acreditava que não havia razão para suspeitar da sinceridade de sua resistência. Naturalmente atraído pela vida contemplativa, Anselmo não tinha atração alguma por este tipo de cargo mesmo em períodos de paz e, assim, teria ainda menos em tempos conturbados. Anselmo sabia bem o que o esperava na função.

### Arcebispo de Cantuária

#### Conflitos com Guilherme II

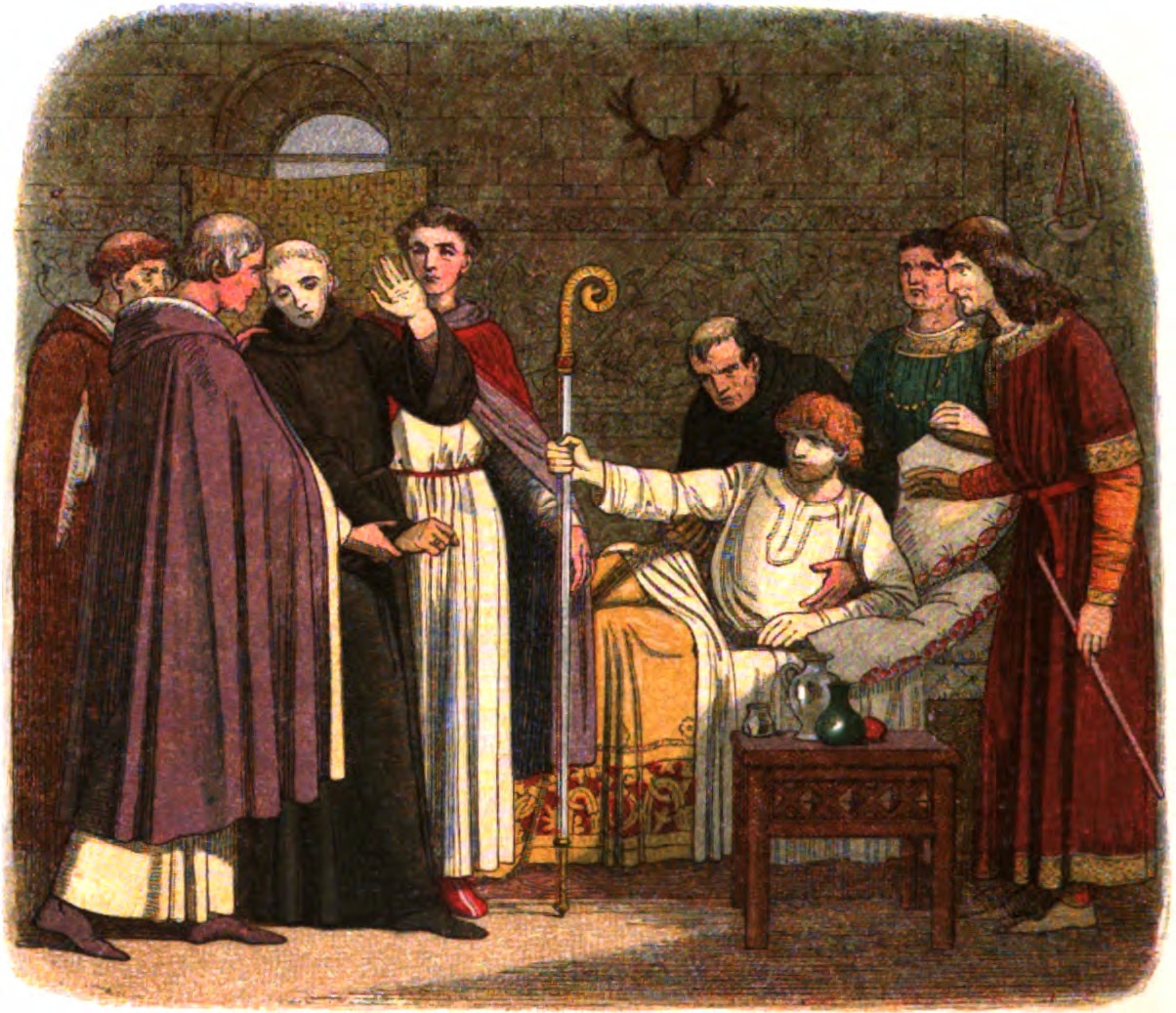
Anselmo sendo feito arcebispo da Cantuária. Ilustração do Uma Crônica da Inglaterra de James Edmund Doyle

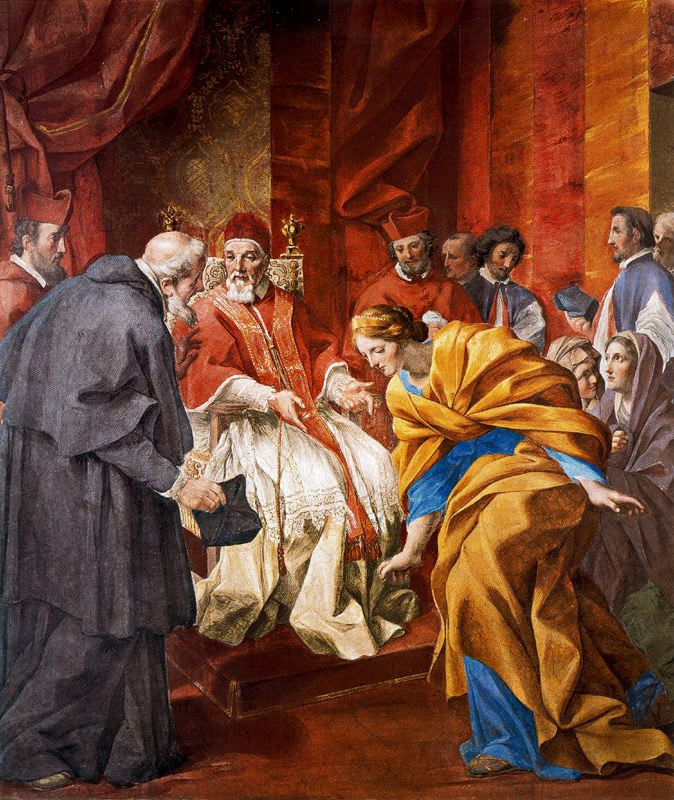
Encontro de Anselmo com o papa Urbano II e a condessa Matilda, uma das principais aliadas do papa durante a controvérsia das investiduras.
1637-42. Por Giovanni Francesco Romanelli.

Anselmo continuou a combater por suas reformas e pelos interesses de Cantuária. Sua visão sobre a Igreja era de uma Igreja universal, com sua própria autoridade interna, capaz de conter a visão de Guilherme de controle real sobre o estado e sobre a Igreja. Por isso, tem sido descrito ora como um monge contemplativo ora como um homem politicamente engajado, determinado a defender os privilégios da sé episcopal de Cantuária. Um dos primeiros conflitos com Guilherme irrompeu já no seu primeiro mês. O rei preparava-se para combater seu irmão mais velho, Roberto II Curthose, duque da Normandia, e precisava de dinheiro. Anselmo estava entre os nobres de quem se esperava ajuda e ele ofereceu £500, mas Guilherme recusou exigindo mais. Posteriormente, um grupo de bispos convenceu Guilherme a aceitar a quantia original e foram até Anselmo, que afirmou ter doado o dinheiro aos pobres. Neste episódio, Anselmo foi cuidadoso e conseguiu evitar tanto acusações de simonia quanto mostrar-se um líder generoso.[carece de fontes?]
As leis da igreja determinavam que os bispos metropolitanos não poderia ser consagrados sem que antes recebessem o pálio das mãos do papa. Anselmo, portanto, insistiu em ir à Roma para receber o seu, mas Guilherme não autorizou. O antipapa Clemente III estava lutando contra Urbano II, que havia sido reconhecido pela França e pela Normandia. Não parece que Guilherme fosse partidário de Clemente, mas claramente desejava fortalecer seus próprios interesses colocando-se na posição de decidir entre os dois rivais. Assim, quando Anselmo pediu permissão para ir ver o papa, o rei afirmou que ninguém na Inglaterra deveria reconhecer nenhum dos dois papas antes que ele, o rei, se decidisse. Em 25 de fevereiro de 1095, os bispos e nobres da Inglaterra realizaram um concílio no castelo de Rockingham para discutir o tema no qual os bispos se alinharam ao rei, com Guilherme de Saint-Calais, o bispo de Durham, chegando ao ponto de recomendar ao rei que depusesse Anselmo. Os nobres, por outro lado, escolheram a posição de Anselmo e a conferência terminou num impasse.[carece de fontes?]
Logo depois, Guilherme enviou mensageiros em segredo para Roma. Eles convenceram Urbano a enviar um legado (Gualtério de Albano) até o rei levando consigo o pálio arcebispal e os dois imediatamente deram início às negociações secretas. Guilherme concordou em reconhecer Urbano como papa e assegurou para si o direito de autorizar que membros do clero recebessem cartas papais e as obedecessem; Gualtério, negociando em nome de Urbano, concedeu que Urbano não enviaria legados à Inglaterra sem que eles fossem antes convidados pelo rei. O maior desejo de Guilherme era que Anselmo fosse deposto e outro recebesse o pálio, ao que Gualtério respondeu que "...há boas razões para que se espere um bom resultado de acordo com os desejos do rei". Guilherme então reconheceu publicamente Urbano, mas Gualtério se recusou a depor Anselmo. Enfurecido, Guilherme tentou extorquir dinheiro de Anselmo em troca do pálio, também sem sucesso. Depois, tentou entregar-lhe o pálio pessoalmente, o que também não lhe foi permitido. Finalmente, o rei cedeu e Anselmo recebeu o pálio no altar de Cantuária em 10 de junho de 1095.[carece de fontes?]
No decorrer dos dois anos seguintes, não se conhece nenhuma disputa aberta entre Anselmo e Guilherme. Porém, o rei bloqueou todos os esforços do arcebispo em suas reformas. A tensão finalmente explodiu em 1097, depois que Guilherme esmagou uma revolta galesa Ele acusou Anselmo de ter lhe fornecido um número insuficiente de cavaleiros para a campanha e tentou multá-lo. Anselmo decidiu seguir para Roma para se aconselhar com o papa, pois Guilherme se recusava a cumprir sua promessa de ajudar na reforma da igreja, mas o rei não lhe permitiu. As negociações terminaram com Guilherme declarando que se Anselmo partisse, tomaria de volta a sé de Cantuária e jamais o receberia de volta como arcebispo. Por outro lado, se Anselmo resolvesse ficar, seria multado e teria que jurar que jamais apelaria novamente a Roma: "Anselmo recebeu a opções de se exilar ou de se submeter completamente".

#### Primeiro exílio
Exilado, Anselmo partiu para Roma em outubro de 1097. Guilherme imediatamente se apoderou das receitas da sé e as manteve até morrer, embora Anselmo tenha permanecido titular da sé. Ele escolheu o exílio para defender sua visão da Igreja universal, sublinhando os pecados de Guilherme em relação a ela. Embora ele tenha de fato prestado homenagem a Guilherme, Anselmo a desqualificou frente ao seu dever para com Deus e o papa. Ele foi recebido com grandes honras por Urbano durante o cerco de Cápua, durante o qual foi muito elogiado pelas tropas sarracenas de Rogério I da Sicília (r. 1071–1101). Num grande concílio provincial realizado em Bari em 1098, que contou com a presença de 183 bispos, Anselmo recebeu a incumbência de defender a cláusula Filioque e o uso do pão ázimo durante a Eucaristia contra representantes da Igreja Ortodoxa. Em 1099, Urbano renovou a proibição da investidura secular do clero e do clero prestar homenagem a poderes seculares. No mesmo ano Anselmo se mudou para Lyon.

### Conflitos com Henrique I
Guilherme foi morto em 2 de agosto de 1100. Seu sucessor, Henrique I, convidou Anselmo de volta, escrevendo que se comprometia a ouvir os conselhos do arcebispo. Henrique cortejava Anselmo por que precisava de seu apoio para se consolidar no trono, uma vez que o arcebispo poderia a qualquer momento declarar seu apoio ao irmão mais velho de Henrique. Quando Anselmo retornou, Henrique exigiu que ele lhe prestasse homenagem em relação às propriedades de Cantuária e recebesse dele sua investidura em seu posto de arcebispo. Como o papado havia recentemente proibido o clero de fazer as duas coisas, a relação de Anselmo com Henrique já começou em conflito.
O rei se recusou a desistir do privilégio desfrutado por seus predecessores e propôs que o tema fosse levado ao papa. Duas embaixadas foram enviadas ao papa Pascoal II sobre a legitimidade da investidura de Henrique; ambas receberam a confirmação da ordem papal anterior. Neste ínterim, Anselmo ajudou Henrique, que estava ameaçado pela invasão de seu irmão, Roberto Curthose, e Anselmo publicamente apoiou-o, convencendo os barões ainda indecisos e ameaçando Curthose com a excomunhão.
Na festa de São Miguel de 1102, Anselmo realizou um concílio em Londres no qual ele proibiu o casamento e o concubinato aos membros das ordens sagradas (além de condenar a simonia e reformando os regulamentos de sobriedade e vestuário do clero). Ele estava entre os primeiros a opinar publicamente contra o tráfico de escravos em 1102, num concílio na igreja de São Pedro em Westminster, e conseguiu aprovar uma resolução contra a prática de vender homens como gado.
Por outro lado, Henrique concedeu a Anselmo autoridade sobre toda a Igreja na Inglaterra e concordou em obedecer ao papa. Porém, como Pascoal havia reafirmado as regras sobre a investidura e as homenagens seculares, Henrique se voltou novamente contra Anselmo. Em 1103, o próprio arcebispo e um enviado real, Guilherme Warelwast, partiram novamente para Roma. Furioso, Pascoal excomungou os bispos investidos por Henrique.[carece de fontes?]

#### Segundo exílio
Anselmo se refugiou em Lyon depois disso e aguardou os próximos passos de Pascoal. Em 26 de março de 1105, o papa excomungou o principal conselheiro de Henrique, Roberto de Meulan, por ter convencido Henrique a continuar com as investiduras seculares, os prelados investidos por Henrique e outros conselheiros, ameaçando o próprio rei com o mesmo destino. Em abril, Anselmo ameaçou excomungá-lo pessoalmente, provavelmente para forçar a mão de Henrique nas negociações. Como resposta, o rei arranjou um encontro com Anselmo e eles conseguiram chegar numa solução de compromisso em Laigle em 22 de julho de 1105. Parte do acordo era que as excomunhões de Roberto e de seus associados fossem revogadas (dado que eles agora aconselharam o rei a obedecer o papa); Anselmo fê-lo por sua própria autoridade, um ato que depois teve que explicar a Pascoal. Outras condições do acordo foram que Henrique deveria abandonar a investidura secular se Anselmo obtivesse de Pascoal permissão para que clérigos prestassem homenagem aos seus nobres; que as receitas da sé de Cantuária fossem devolvidas a Anselmo; e que os sacerdotes fossem proibidos de casar. Anselmo então insistiu em ter o acordo de Laigle sancionado por Pascoal antes de aceitar voltar para a Inglaterra. Por carta, Anselmo também pediu ao papa que aceitasse o compromisso de prestar homenagem ao rei, pois seria um pequeno preço a pagar por uma vitória maior, o fim do conflito sobre as investiduras seculares. Em 23 de março de 1106, Pascoal escreveu a Anselmo aceitando a solução, embora ambos vissem o acordo como um compromisso temporário e pretendiam continuar pressionando pelas reformas gregorianas, incluindo o fim das homenagens.
Mesmo depois disso, Anselmo continuou se recusando a voltar para a Inglaterra. Henrique viajou para Bec e encontrou-se com ele em 15 de agosto de 1106. Lá, o rei fez mais algumas concessões, restaurando a Anselmo todas as igrejas que havia tomado. Ele prometeu ainda que nada mais seria tomado das igrejas, que prelados que haviam pago seu controverso imposto (que havia começado como um imposto sobre clérigos casados) seriam isentos de impostos por três anos e, finalmente, que tudo o que havia sido levado de Cantuária durante o exílio de Anselmo seria devolvido. Anselmo finalmente aceitou voltar depois de reforçar ainda mais a posição da igreja frente à do rei.[carece de fontes?]
Já em 1107, a longa disputa sobre as investiduras estava finalmente resolvida. A Concordata de Londres anunciou os compromissos de Anselmo e Henrique em Bec. Os dois anos finais da vida de Anselmo foram tranquilos e dedicados às suas funções em Cantuária. Como arcebispo, viveu à altura de seus ideais monásticos, que incluíam zelo, prudência e instrução adequada ao seu rebanho, além de oração e contemplação. Anselmo morreu na Quarta-Feira Santa, 21 de abril de 1109, em Cantuária, e foi enterrado na Catedral de Cantuária.

#### Motivações

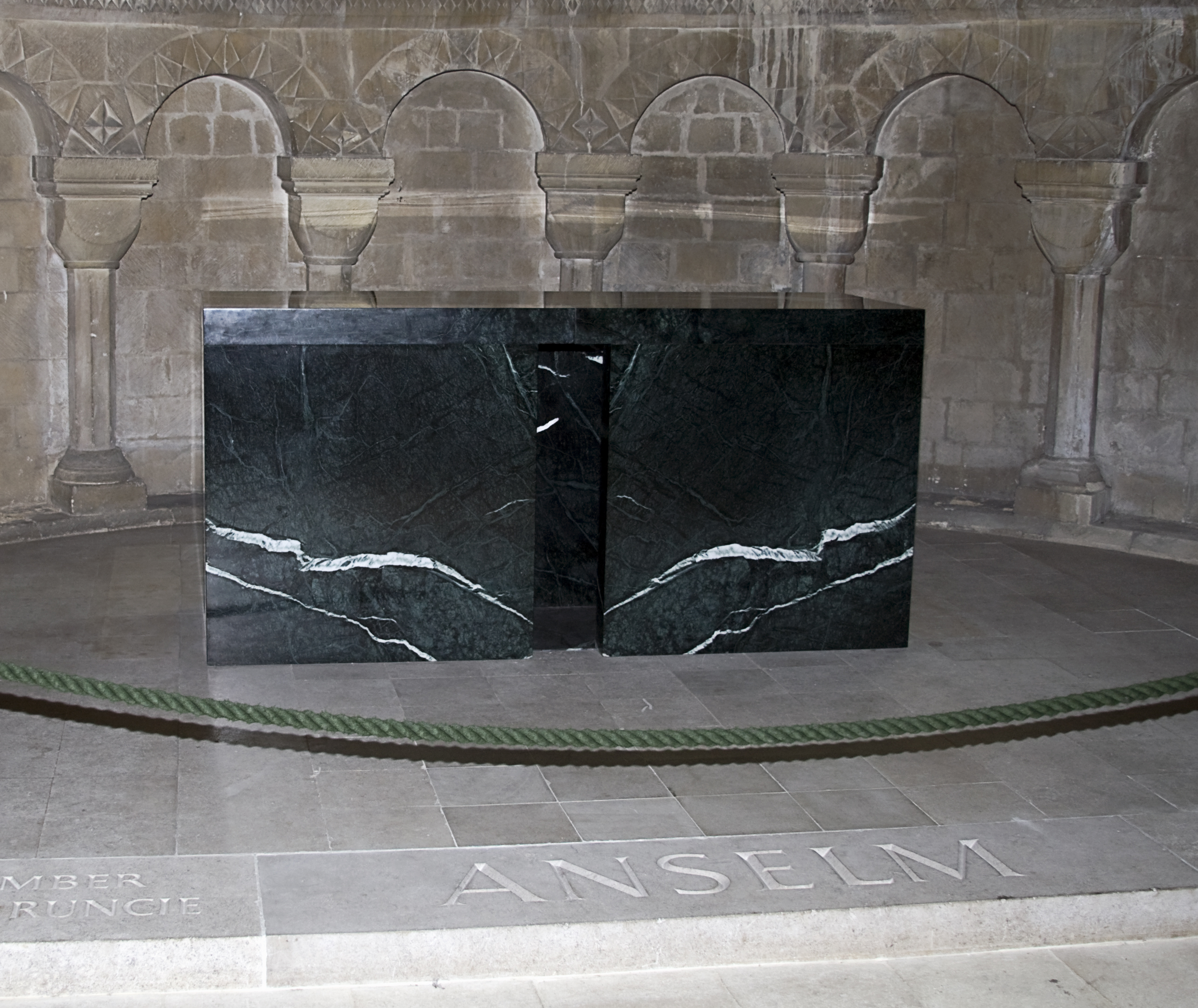
Tumba de Anselmo na Catedral da Cantuária

Vaughn interpreta as motivações de Anselmo no conflito das investiduras como avançando os interesses da sé de Cantuária em vez dos interesses da Igreja como um todo. Outros historiadores entendem que Anselmo estava alinhado com o papado contra os monarcas ingleses, mas Vaughn afirma que ele teria agido por conta própria, como um terceiro polo da controvérsia, com o objetivo final de promover a primazia da Arquidiocese de Cantuária. A visão de Anselmo sobre esta primazia seria demonstrada em seu capítulo de c. 3 de setembro de 1101, no qual se autodenominou "arcebispo de Cantuária e primaz da Grã-Bretanha e Irlanda e vigário do sumo-pontífice Pascoal".
No final de sua vida ele havia assegurado a primazia de Cantuária em relação ao papado e libertado Cantuária de sua submissão ao rei inglês. Além de assegurar a primazia sobre os bispos ingleses, Anselmo também deu início ao controle permanente sobre os bispos galeses e conseguiu exercer uma poderosa influência sobre os irlandeses durante sua vida. Anselmo conseguiu forçar Pascoal a enviar-lhe o pálio para o arcebispo de Iorque para que o novo arcebispo fosse forçado a jurar-lhe obediência antes de recebê-lo. Em seu leito de morte, Anselmo anatemizou todos os que não reconheceram a primazia de Cantuária sobre Iorque, como Tomás II de Iorque, um ato que forçou Henrique a ordenar que Tomás o fizesse.[carece de fontes?]

## Obras

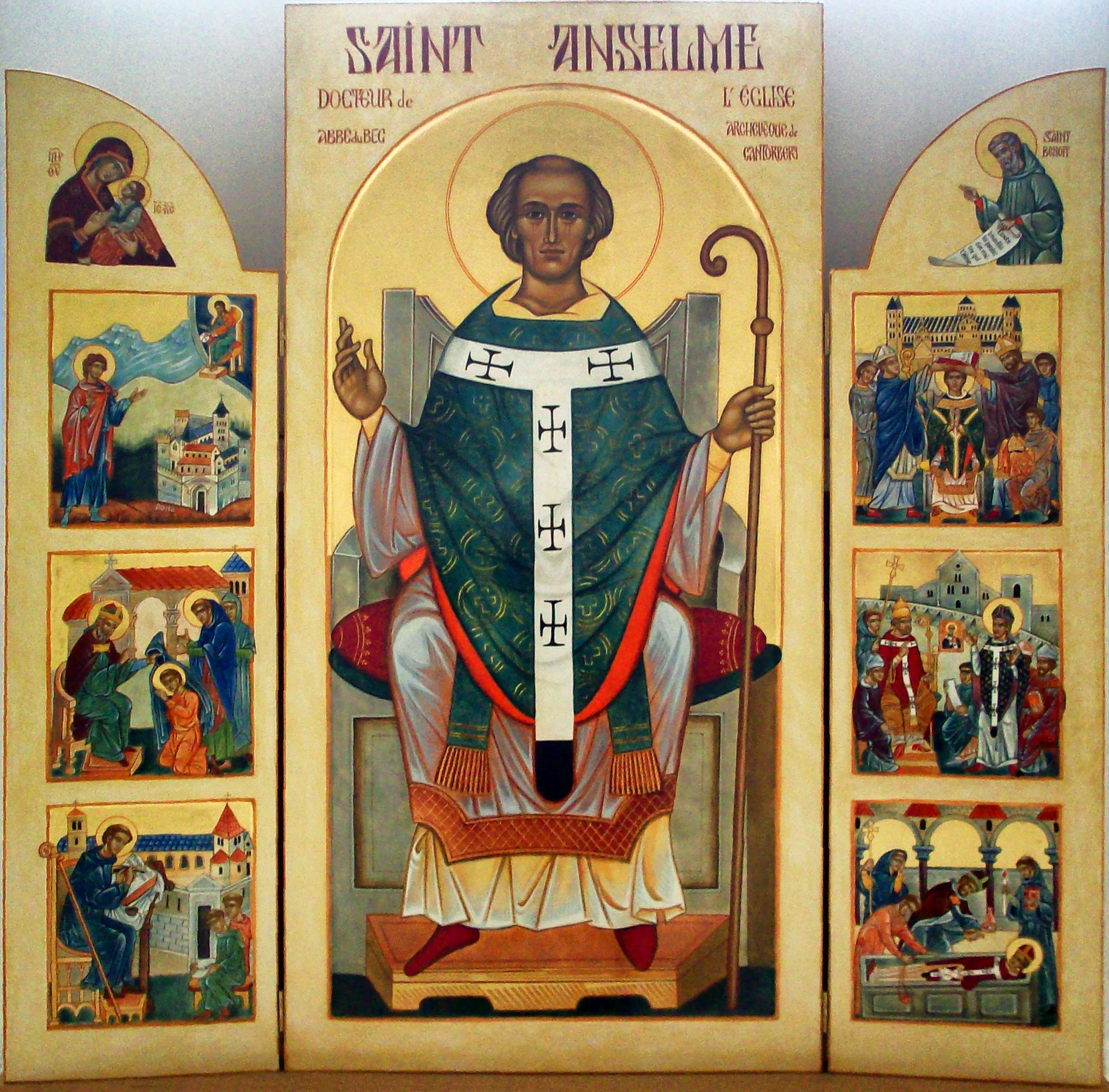
Tríptico de Santo Anselmo

Anselmo dedicou-se à filosofia, aplicando a razão em vez do apelo à autoridade das Escrituras ou da patrística para estabelecer as doutrinas da fé cristã. Estilisticamente, os tratados de Anselmo assumem duas formas, diálogos, de cunho pedagógico, e meditações. Seu grande predecessor, João Escoto Erígena, foi mais especulativo e místico em suas obras.[carece de fontes?]
O mote de Anselmo era "fides quaerens intellectum" ("fé em busca de entendimento") que, para ele, significava "um ativo amor de Deus em busca de um conhecimento mais profundo de Deus". Ele escreveu "Neque enim quaero intelligere ut credam, sed credo ut intelligam. Nam et hoc credo, quia, nisi credidero, non intelligam." ("Nem busco entender para que possa acreditar, mas acredito que possa entender. Por isso, também, acredito que, a não ser que eu primeiro acredite, não serei capaz de entender"). Esta frase foi possivelmente inspirada por Santo Agostinho ("Dez Homilias sobre a I João", tratado XXIX sobre João 7:14–18, §6): "Portanto, não busque entender para que acredite, mas acredite para possa ser capaz de entender". Anselmo defendia que a fé precede a razão e que a razão pode expandir a fé.
A obra-prima sobre a teoria do conhecimento de Anselmo é o tratado "De Veritate", no qual afirma a existência de uma verdade absoluta da qual todas as verdades participam. Esta verdade absoluta, argumenta ele, é Deus, que é a base ou princípio de tudo e do pensamento.[carece de fontes?] A visão de mundo de Anselmo era, grosso modo, a do neoplatonismo, que herdou de seu grande influenciador, Santo Agostinho, assim como de Dionísio Areopagita, possivelmente, de Escoto. Ele também herdou sua forma racionalista de pensar de Aristóteles e de Boécio.[carece de fontes?]

### Provas teístas

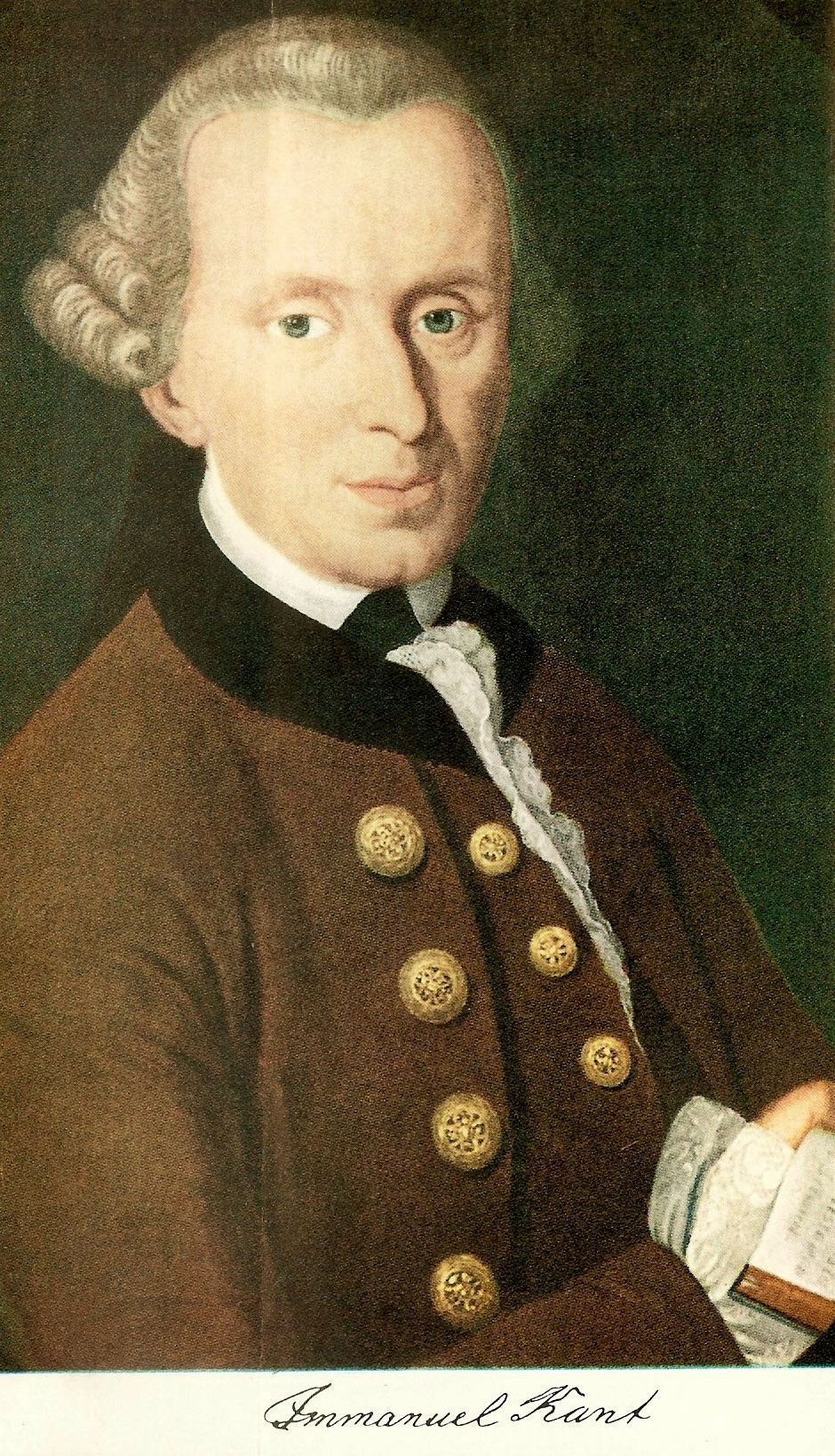
Immanuel Kant comentou e criticou a obra de Anselmo.

O "Monológio", escrito em 1077, inclui uma defesa da existência de Deus, mas também muitas discussões sobre os atributos divinos e sua economia, além de algumas sobre a mente humana. A obra começa assim:
| “ | Se alguém não sabe, seja por que não ouviu ou por que não acredita, que há uma natureza, suprema sobre todas as coisas existentes, que sozinha é auto-suficiente em sua felicidade eterna, que através de sua bondade onipotente concede e faz com que todas as coisas existam ou tenham algum tipo de bem-estar, e uma grande quantidade de outras coisas que devemos acreditar sobre Deus ou sua criação, penso que este devia pelo menos se convencer da maior parte destas coisas pela simples razão se for moderadamente inteligente | ” |
|   | — Anselmo de Cantuária, Monológio. |   |

Nos primeiros capítulos, apresenta a defesa da bondade em todas as coisas que só podem existir pela presença da bondade "em si". A prova do Monológio argumenta a partir da existência de muitas coisas boas em direção a uma unidade da bondade, uma única coisa através da qual todas as outras coisas são boas. Ele continua explicando que "coisas" são chamadas de "boas" em graus e formas variadas que seriam impossíveis se não houvesse algum padrão absoluto e alguma bondade "em si", da qual toda bondade relativa é parte. O mesmo vale para adjetivos como "grande" ou "justo", por meio do qual coisas tem uma certa medida de grandeza e justiça. Anselmo usa este raciocínio para afirmar que a própria existência de coisas seria impossível sem algum único Ser através do qual elas passam a existir. Este Ser absoluto, esta bondade, justiça e grandeza, é Deus. Anselmo não se satisfaz completamente com este raciocínio, porém, por que começa a partir de bases a posteriori, ou seja, é um raciocínio indutivo e não uma dedução como preferia.

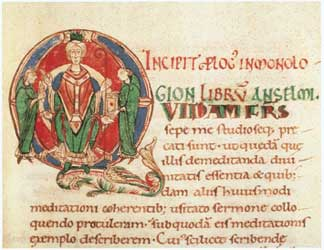
Iluminura inicial do Monológio de Anselmo

Em seu Proslógio, Anselmo tentou encontrar um único argumento que não precisava de nada além de si próprio como prova, que seria suficiente em si mesmo para mostrar que Deus realmente existe; que ele é a bondade suprema dependente de nada mais, mas do qual tudo depende para existir ou para seu bem-estar. Estudiosos medievais chamaram-no de "ratio Anselmi" ("argumento de Anselmo"). Immanuel Kant posteriormente chamou-o de "argumento ontológico". Anselmo definia sua crença na existência de Deus utilizando a frase "aquele que não se pode conceber nada que seja maior". Ele argumentava que, se "aquele que não se pode conceber nada que seja maior" existisse apenas no intelecto, ele próprio não seria "aquele que não se pode conceber nada que seja maior", uma vez que se pode conceber que exista na realidade, que é maior que o intelecto apenas. Segue daí, segundo Anselmo, que "aquele que não se pode conceber nada que seja maior" deve existir na realidade. A maior parte do "Proslógio" é dedicada à tentativa de Anselmo de estabelecer a identidade "daquele que não se pode conceber nada que seja maior" como sendo Deus, estabelecendo assim que Deus existe de fato.
A prova ontológica de Anselmo tem sido objeto de controvérsia desde que foi publicada pela primeira vez na década de 1070. Ela foi combatida na época pelo monge Gaunilo em sua "Liber pro Insipiente", onde argumentava que humanos não podiam passar do intelecto para a realidade. A resposta de Anselmo veio em sua "Responsio".  A crítica de Gaunilo foi depois repetida muitas vezes por filósofos posteriores, entre eles Tomás de Aquino e Kant. Anselmo escreveu diversos outros argumentos para a existência de Deus baseados em argumentos cosmológicos e teleológicos.

### Outras obras

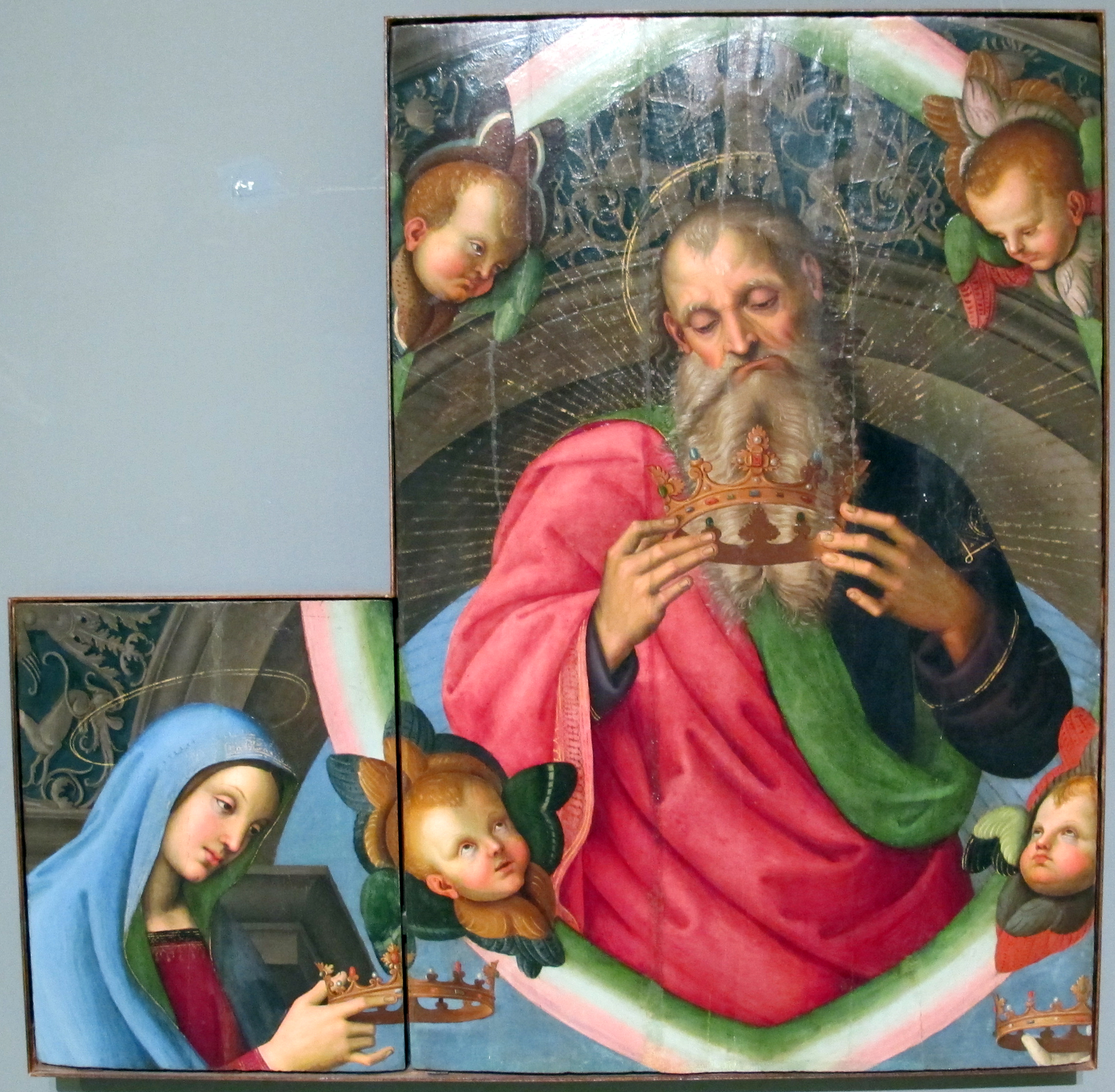
Deus Pai e a Virgem Maria, dois temas explorados por Anselmo em sua teologia.
1500-01. Por Rafael, atualmente na Galeria Farnésio do Museu de Capodimonte, em Nápoles.

Em suas demais obras, Anselmo luta para afirmar a base racional das doutrinas cristãs da criação e da Trindade, que ele discutiu primeiro afirmando que seres humanos não poderiam conhecer Deus em si, mas apenas através de uma analogia. A que ele utilizou foi a da autoconsciência do homem. A peculiar dupla natureza da consciência - memória e inteligência - representam a relação do Pai com o Filho. O amor mútuo entre os dois, que procede de uma relação que eles mantêm entre si, é o Espírito Santo. Tal teoria está em sua obra Monologion.[carece de fontes?]
As demais doutrinas teológicas sobre o homem, como o pecado original e o livre arbítrio, foram desenvolvidas no "Monológio" e em outros tratados.[carece de fontes?]

#### Cur Deus Homoe a visão da satisfação na teoria da Expiação
A visão da satisfação na teoria da Expiação foi formulada por Anselmo em seu obra "Cur Deus Homo" ("Por que Deus foi feito Homem?"). Ele tentou ali explicar a necessidade racional do mistério cristão da expiação. O ponto central do argumento é que o ser humano pode compensar pelo pecado humano contra Deus, mas sendo a compensação impossível para qualquer ser humano individual, ela só poderia ser feita por Deus. Um ato assim só seria possível para Jesus Cristo, o Filho, que é tanto Deus quanto homem. A expiação é alcançada através da morte de Cristo, que tem valor infinito. Em última instância, na interpretação de Anselmo sobre a expiação, a justiça e a misericórdia divina em seus sentidos mais amplos se mostram completamente compatíveis.
De acordo com esta visão, o pecado seria um débito frente à justiça divina que precisa ser pago de alguma forma. Assim, nenhum pecado, segundo Anselmo, pode ser perdoado sem uma devida "satisfação". Porém, o débito incorreto é algo muito maior que um ser humano é capaz de pagar. Todo serviço que uma pessoa pode oferecer a Deus já está alienado por conta de outros débitos para com Deus. A única forma pela qual se pode dar a satisfação - para que o homem se livre de seus pecados - seria pela vinda de um "Redentor" que fosse também tanto homem quanto Deus. Ele próprio teria que ser livre de todo pecado e, portanto, não ter nenhum débito incorrido. Sua morte seria então maior do que todos os pecados incorridos pela humanidade e corresponderia a uma superabundante "satisfação" à justiça divina.[carece de fontes?]

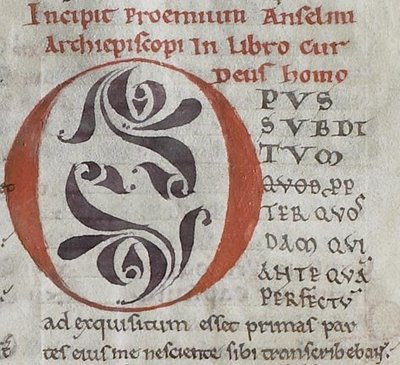
Início do prefácio do Cur Deus Homo

De forma similar, a visão da satisfação de Anselmo tem sido utilizada por teólogos modernos em suas críticas genealógicas da teologia cristã. George Foley, por exemplo, um professor de assistência pastoral, escreveu em 1908 que apesar de a afirmação "tradicional" da doutrina de Anselmo inspirou o desenvolvimento de muitas vidas devotas e consagradas, seu poder vem do fato que ela é uma testemunha "emocional" da realidade fundamental do amor e sacrifício encarnado. Assim, Foley alega que a doutrina não é uma teoria positiva (que afirma, em oposição a uma que nega) e que provocou "graves prejuízos" nos séculos seguintes. Embora Foley não cite nenhum exemplo claro do tal "grave prejuízo", ele relaciona a teoria de Anselmo com a teoria da satisfação da Reforma. Ela foi aceita como "ortodoxa" por diversas correntes protestantes e continuou a sê-lo até o final do século XIX. Foley acredita que "A adoção de Anselmo de uma interpretação puramente objetiva da obra de Cristo e sua assunção de penetrar - e capacidade de fazê-lo - nas relações esotéricas da Trindade, fizeram dele o principal responsável pela bisbilhotação intrusiva nos mistérios divinos e pela familiaridade confiante com a porção não revelada da verdade que nasceu na tirania dogmática tão comum nas igrejas protestantes.".
Anselmo negou a crença que no que atualmente chamamos de Imaculada Conceição, embora sua forma de pensar tenha lançado as bases para o desenvolvimento da doutrina no ocidente. Em "De virginali conceptu et de peccato originali" ("Do Conceito de Virgindade e o Pecado Original"), Anselmo propôs dois princípios que se tornariam fundamentais na discussão. O primeiro é que seria adequado que Maria fosse tão pura que nenhum outro ser mais puro pudesse ser imaginado, com exceção de Deus. O segundo, que abriu caminho para o dogma no futuro, foi sua compreensão sobre o pecado original. Anselmo afirmou que o pecado original seria nada mais do que a natureza humana desprovida da justiça divina e que seria transmitida (no nascimento) por que os pais não podem conceder a justiça divina por que eles próprios não a têm. O pecado original seria, portanto, a transmissão da decadência da natureza humana. Em contraste, os contemporâneos de Anselmo defendiam que a transmissão do pecado original teria relação com a natureza lasciva do ato sexual. Anselmo foi o primeiro a separar o pecado original do desejo sexual.[carece de fontes?]

### Influência

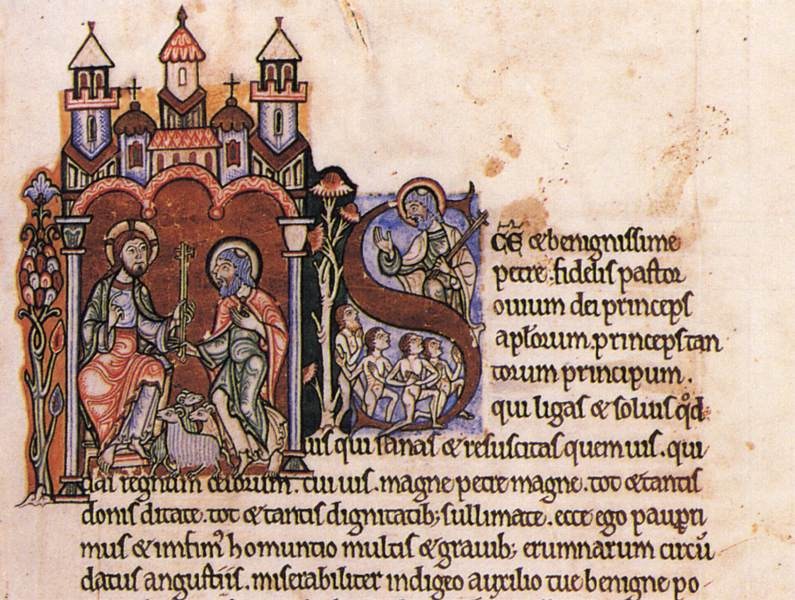
Iluminura do século XII das meditações de Anselmo da Cantuária

As obras de Anselmo foram copiadas e disseminadas ainda durante a sua vida e exerceram grande influência sobre os escolásticos posteriores como Boaventura, Tomás de Aquino, João Duns Escoto e Guilherme de Ockham. Seu tratado sobre a processão do Espírito Santo ajudou a guiar as especulações escolásticas sobre a Trindade, "Cur Deus Homo" iluminou o caminho para a teoria da Expiação e sua obra antecipou muito do que seria discutido nas futuras controvérsias sobre o livre arbítrio e a predestinação.

#### Dilecto dilectori
Alguns autores já relataram que Anselmo teria escrito muitas cartas para monges, parentes do sexo masculino e outros contendo apaixonadas expressões de apego e afeição. Estas cartas eram tipicamente endereçadas a "dilecto dilectori", que se pode traduzir como "ao querido amado". Apesar de ser amplamente reconhecido que Anselmo estava completamente comprometido com o ideal monástico do celibato, alguns estudiosos, incluindo Brian P. McGuire e John Boswell consideraram estes textos como expressão de uma inclinação homossexual. Outros, como Glenn Olsen e Richard Southern os descrevem como representativos de uma afeição "totalmente espiritual" "nutrida por um ideal incorpóreo".

## Reconhecimento
O aniversário da morte de Anselmo, em 21 de abril, é celebrado pela Igreja Católica, pela maior parte da Comunhão Anglicana e por algumas correntes do luteranismo.[carece de fontes?] Sua canonização foi solicitada por Tomás Becket em 1163 e é possível que tenha sido formalmente canonizado em algum momento antes da morte deste em 1170, mas nenhum registro oficial sobreviveu, apesar de, a partir daí, Anselmo ter sido incluído no rol dos santos em Cantuária e em outros lugares. Alguns estudiosos defendem que a canonização de Anselmo só teria sido executada em 1494 pelo papa Alexandre VI Bórgia. Foi proclamado Doutor da Igreja em 1720 por Clemente XI. Em 21 de abril de 1909, 800 anos depois de sua morte, São Pio X emitiu uma encíclica, "Communium Rerum", elogiando Anselmo, sua carreira eclesiástica e suas obras. Seu símbolo na hagiografia é um navio que representa a independência espiritual da Igreja.[carece de fontes?]

### Obras de Anselmo
- Opera omnia, edição crítica por F. S. Schmitt, Edimburgh: Thomas Nelson & Sons, 1946–1961, (6 vols.).

- Complete Philosophical and Theological Treatises of Anselm Of Canterbury, traduzida por Jasper Hopkins e Herbert Richardson, Minneapolis: Arthur J. Banning Press, 2000.

- Charlesworth, Maxwell J. (2003). St. Anselm's Proslogion. With a Reply on Behalf of the Fool by Gaunilo and The Author's Reply to Gaunilo. Notre Dame: University of Notre Dame Press